# Pisa–Genova-vasútvonal

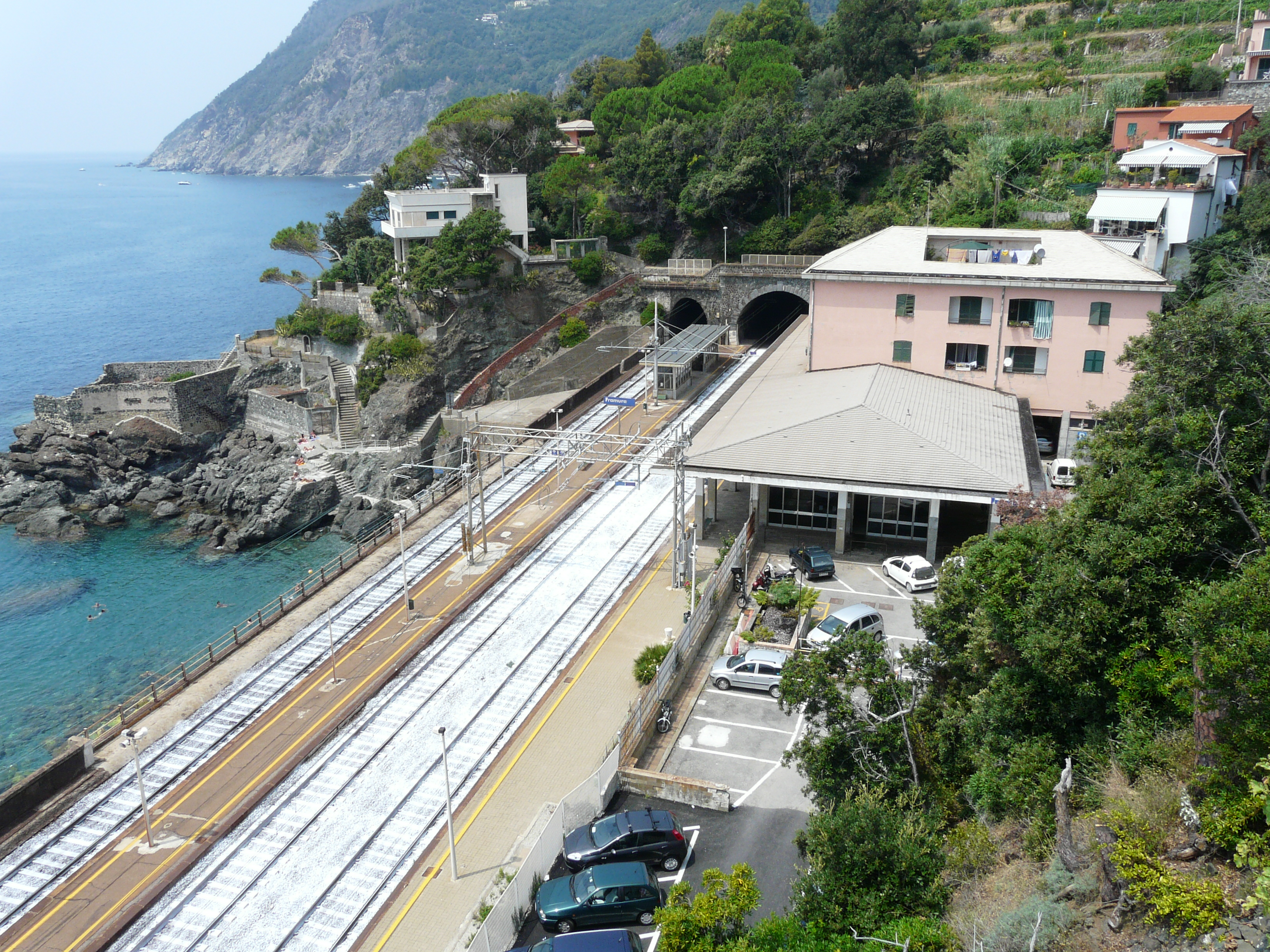
Framura pályaudvara

A Pisa–Genova-vasútvonal egy normál nyomtávolságú, 3 kV egyenárammal villamosított 165 km hosszú vasúti fővonal Olaszországban Pisa és Genova között Olaszországban.  A vonal folytatása a Genova–Ventimiglia-vasútvonal Franciaország felé.